# Geert Gerritsen
Gradus Antonius (Geert) Gerritsen (Arnhem, 19 juli 1917 – Breda, 10 september 1944) was een Nederlandse verzetsstrijder tijdens de Tweede Wereldoorlog.
Geert Gerritsen was wachtmeester der Marechaussee in de Brigade Baarle-Nassau. Hij zat in het verzet en hielp samen met zijn collega Adrianus Theodorus Johannes van Gestel vluchtelingen en geallieerde piloten de grens over. Hij werd opgepakt door de Duitsers en op 10 september 1944 op de Galderse Heide (de "Schiethei") te Breda gefusilleerd.
Na de oorlog ontving hij postuum het Verzetsherdenkingskruis en van de Amerikaanse Regering te Utrecht op 12 maart 1947 de Medal of Freedom.
Zijn familie heeft de postume onderscheidingen en andere herinneringen overgedragen aan het Marechausseemuseum te Buren. De broer van Gerritsen heeft ter gelegenheid van de 60-jarige herdenking van de bevrijding van Baarle Nassau een boek uitgegeven. Hierin wordt het leven van Geert Gerritsen en het verzetswerk in Baarle Nassau beschreven.